# Bilche-Zoloté
Bilche-Zoloté (ucraniano: Бі́льче-Золоте́; polaco: Bilcze Złote) es un municipio rural de Ucrania, perteneciente al raión de Chortkiv en la óblast de Ternópil.
El municipio, con una población total de 4031 habitantes en 2020, incluye tanto el pueblo de Bilche-Zoloté (de unos mil quinientos habitantes) como seis pedanías. El municipio se fundó en 2016 mediante la fusión de los hasta entonces consejos rurales de Bilche-Zoloté, Oléksyntsi y Shershenivka, al que se añadió en 2020 el de Mýshkiv. Además de estos cuatro pueblos, pertenecen al municipio los de Monastyrok, Mushkariv y Yuryámpil.
Se ubica a orillas del río Seret, unos 10 km al oeste de Borshchiv.

## Historia
Es un pueblo de gran antigüedad, conocido por albergar yacimientos arqueológicos de la cultura de Cucuteni, de los escitas y de la cultura de Cherniajov, así como ruinas de una de las principales fortificaciones de la Rus de Kiev en Podilia.
Se conoce la existencia del pueblo de Bilche en documentos desde 1482. En el siglo XVI era un señorío de las familias nobles Jazłowieccy y Potocki. Se construyó en aquella época una fortificación para defender el pueblo, pero sufrió continuos ataques de los turcos y tártaros, lo que impidió la formación de una localidad importante aquí. En la partición de 1772 pasó a formar parte del Imperio Habsburgo. En la segunda mitad del siglo XIX consiguió cierto desarrollo como núcleo comercial, al comprar el pueblo Leon Sapieha, mariscal del Sejm del reino de Galicia y Lodomeria. En 1890 adoptó el estatus de miasteczko y su topónimo actual.
En el siglo XX, una serie de acontecimientos llevaron a que perdiera el estatus de miasteczko y pasara a considerarse un simple pueblo. En la década de 1930, cuando la localidad pertenecía a la Segunda República Polaca, tuvo lugar aquí una importante huelga de los agricultores que trabajaban en el filvárok de los Sapieha. Las malas condiciones de trabajo llevaron a más de doscientas personas a emigrar a Norteamérica. Cuando la RSS de Ucrania ocupó la zona en 1939, intentó corregir la situación al año siguiente creando un artel, pero en 1944 los soviéticos llevaron a cabo una masacre contra la población civil, acusándolos de haber apoyado a los invasores alemanes. Antes de la creación del actual municipio en 2016, el pueblo formaba un consejo rural en el raión de Borshchiv, que incluía como pedanías a Monastyrok, Mushkariv y Yuryámpil.